# Leptopelis notatus
Leptopelis notatus és una espècie de granota de la família dels hiperòlids que viu a Angola, Camerun, República del Congo, República Democràtica del Congo, Guinea Equatorial, el Gabon, Nigèria i, possiblement també, a la República Centreafricana.